# Batibo
Batibo är en ort i Kamerun.   Den ligger i regionen Nordvästra regionen, i den västra delen av landet, 290 km nordväst om huvudstaden Yaoundé. Batibo ligger 1 090 meter över havet och antalet invånare är 9 163.
Terrängen runt Batibo är varierad. Trakten runt Batibo är ganska tätbefolkad, med 144 invånare per kvadratkilometer. Närmaste större samhälle är Bali, 18,2 km öster om Batibo. Trakten runt Batibo är huvudsakligen savannskog.